# 埃纳河畔贝尔讷伊
埃纳河畔贝尔讷伊（法語：Berneuil-sur-Aisne，法語發音：[bɛʁnœj syʁ ɛn]）是法国瓦兹省的一个市镇，位于该省东部，属于贡比涅区。

## 地理
埃纳河畔贝尔讷伊（49°24'54"N, 3°0'12"E）面积10.61 平方千米，位于法国上法蘭西大區瓦兹省，该省份为法国北部内陆省份，北起索姆省，西接厄尔省和滨海塞纳省，南至塞纳-马恩省和瓦兹河谷省，东临埃纳省。
与埃纳河畔贝尔讷伊接壤的市镇（或旧市镇、城区）包括：阿蒂希、库卢瓦西、屈斯拉莫特、勒通德、圣克雷潘欧布瓦、特罗利布勒伊。

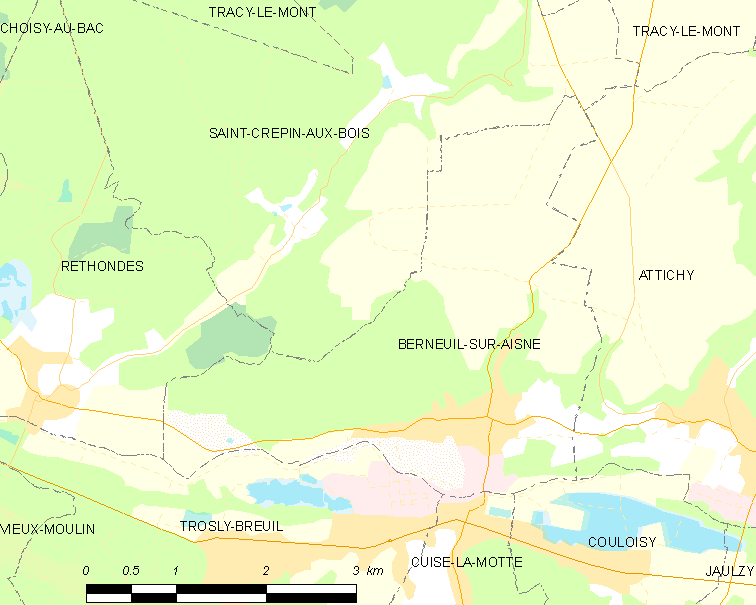
埃纳河畔贝尔讷伊的OSM定位图

埃纳河畔贝尔讷伊的时区为UTC+01:00、UTC+02:00（夏令时）。

## 行政
埃纳河畔贝尔讷伊的邮政编码为60350，INSEE市镇编码为60064。

## 政治
埃纳河畔贝尔讷伊所属的省级选区为贡比涅第一县。

## 人口

1962-2008年间埃纳河畔贝尔讷伊人口变化图示

埃纳河畔贝尔讷伊于2022年1月1日时的人口数量为937人。